# August Landmesser

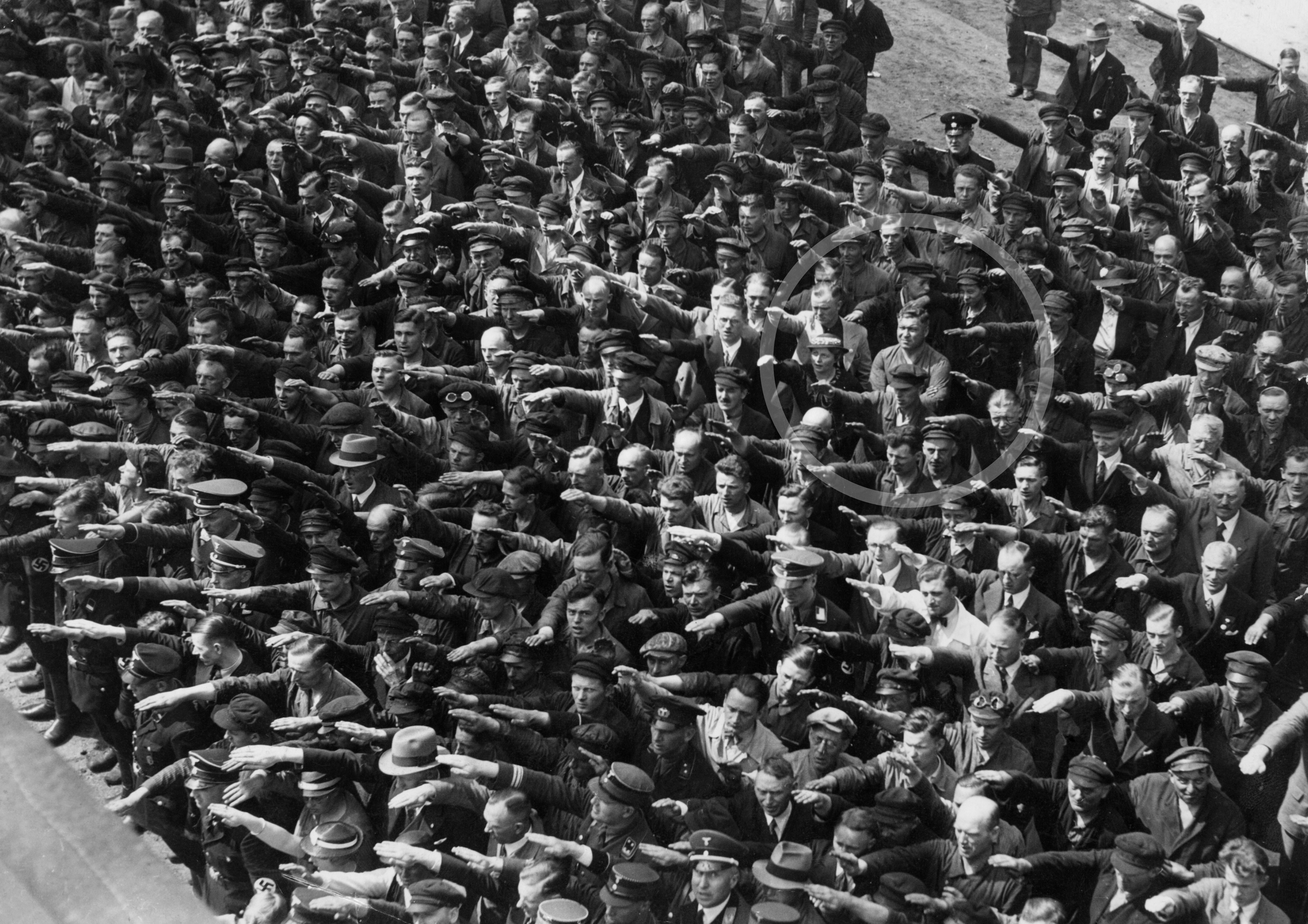
Eenling weigert Hitlergroet te brengen (Hamburg, 13 juni 1936). In de cirkel staat mogelijk August Landmesser, andere bronnen zeggen dat het Gustav Wegert moet zijn geweest.

August Landmesser (Moorrege, 24 mei 1910 - vermist en vermoedelijk overleden op 17 oktober 1944) was een Duits arbeider bij de scheepswerf Blohm + Voss te Hamburg. Hij is vooral bekend van de foto, waarop vermoedelijk hij midden in een menigte weigert de Hitlergroet uit te brengen. De foto zou genomen zijn op 13 juni 1936. Die dag was Adolf Hitler in Hamburg. Iedereen groette enthousiast, behalve Landmesser. Hij fungeert tegenwoordig als icoon van protest tegen de gevestigde orde.

## Achtergrond
Van 1931 tot 1935 was Landmesser zelf lid van de Nationaalsocialistische Duitse Arbeiderspartij, in de hoop hierdoor beter aan werk te geraken. Hij vond dit ook. Omdat hij een relatie aanging met een Joodse vrouw, Irma Eckler, werd hij uit de partij gezet. Samen kregen ze twee kinderen. Tijdens de tweede zwangerschap, in juli 1937, probeerde het koppel illegaal naar Denemarken te vluchten, maar ze werden opgepakt en aangeklaagd voor rassenschande. Omdat hun kennis van het feit dat Eckler "Volljüdin" was niet bewezen kon worden, kwamen ze er vanaf met een waarschuwing geen herhaling te plegen (vonnis van 27 mei 1938). Ze sloegen dit bevel om te breken in de wind en vertoonden zich samen in het openbaar, waarop ze na twee maanden terug in hechtenis werden genomen door de Gestapo en aangeklaagd.
Landmesser werd veroordeeld en naar het concentratiekamp Kamp Börgermoor gebracht. In 1941 werd hij vrijgelaten om te gaan werken bij een transportbedrijf. In februari 1944 werd hij ingelijfd bij een strafbataljon van de Wehrmacht, de 999e Lichte Afrikadivisie. Sindsdien werd niets meer van hem vernomen. Vermoedelijk kwam hij om tijdens de terugtrekking rond het Kroatische Ston. In 1949 werd hij officieel dood verklaard.

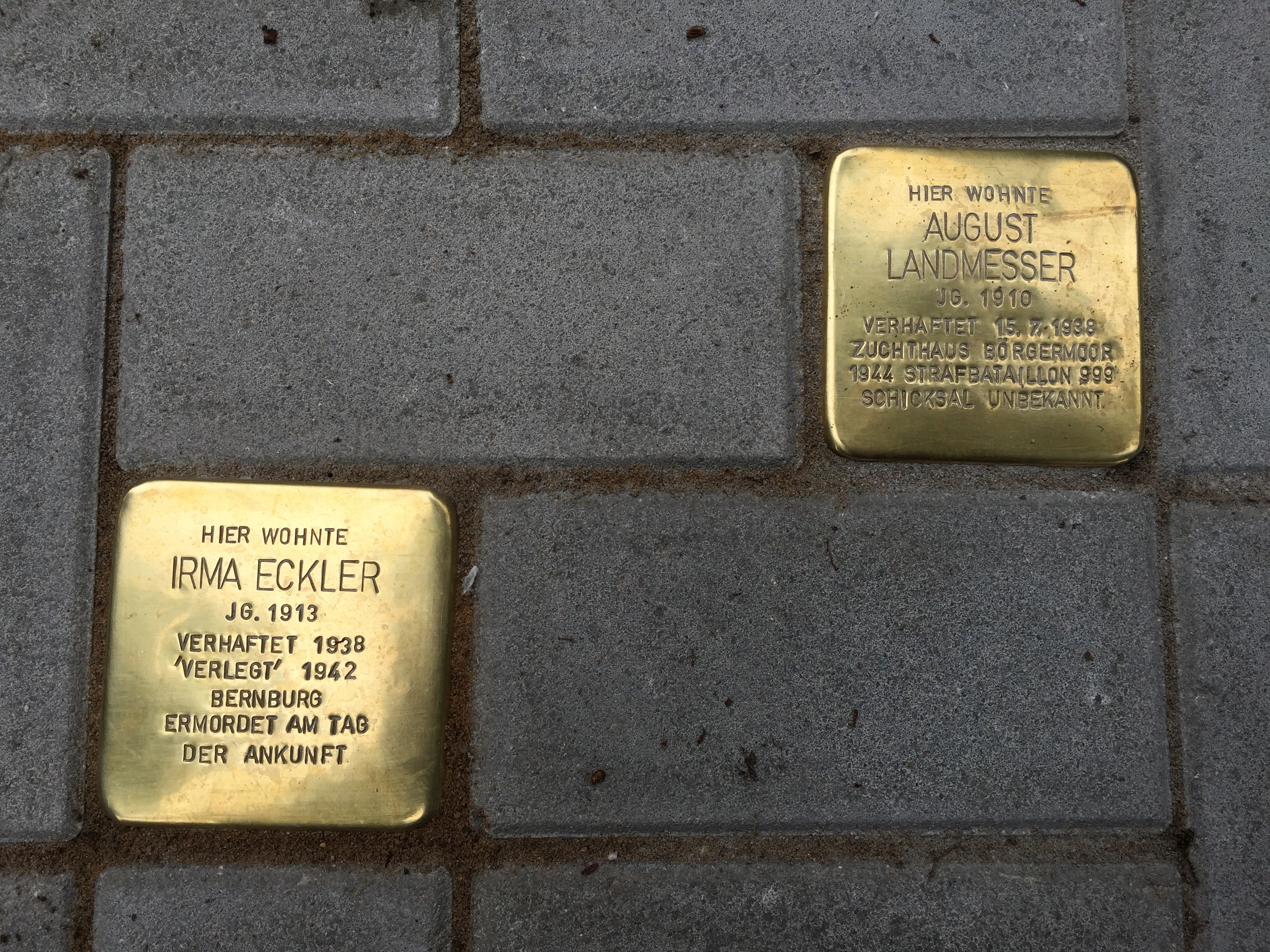
Stolpersteine voor August en Irma, aangebracht in 2018

Zijn vrouw was naar het concentratiekamp Ravensbrück gestuurd, werd van daaruit in een ziekenhuis opgenomen en waarschijnlijk, samen met andere patiënten hiervan, in 1942 vermoord.
Begin jaren negentig herkende zijn dochter Irene haar vader plots op de foto, die sindsdien wereldberoemd werd. 
Televisiepredikant Wolfgang Wegert heeft de man op de foto geïdentificeerd als zijn eigen vader Gustav. Over deze Gustav Wegert is minder bekend dan over August Landmesser. Gustav Wegert werkte tussen 1934 en 1945 voor de firma Blohm & Voss "en het is dus goed mogelijk dat hij op het moment van de foto aanwezig was op de werf".